# Dialium pobeguinii
Dialium pobeguinii là một loài thực vật có hoa trong họ Đậu. Loài này được Pellegr. miêu tả khoa học đầu tiên.